# Buchel (Heraldik)
Die Buchel ist in der Heraldik eine selten verwendete gemeine Figur, die in Wappen einzeln oder zusammen mit Buchenblättern an Buchenzweigen vorkommt. Sie ist der typischen Erscheinung der reifen, geöffneten, aber noch am Baum zu zweien in ihrem Fruchtbecher befindlichen, im allgemeinen Sprachgebrauch Buchecker genannten Frucht der Rotbuche (Fagus sylvatica) nachempfunden und wird immer mit (gelegentlich stark stilisiertem) Fruchtbecher dargestellt.

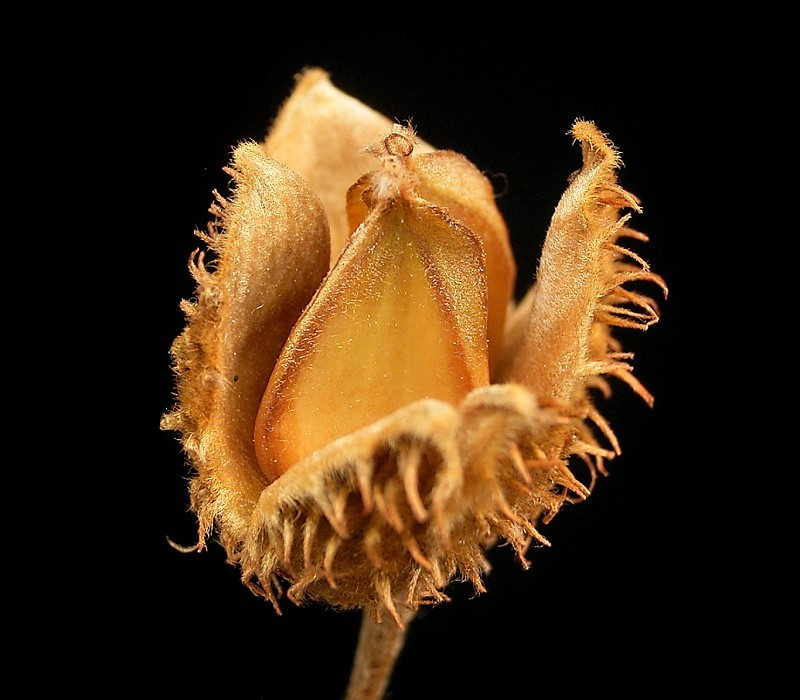
Frucht der Rotbuche (Fagus sylvatica)
Wappen von Alfdorf
Wappen von Lichtenwald mit Eichenblatt, Buchenblatt, Eichel und Buchel
Wappen von Perstorp, Schweden